# Dolní Rožínka
Dolní Rožínka (deutsch Unter Rosinka, auch Unter Rozinka) ist eine Gemeinde in Tschechien. Sie liegt elf Kilometer südwestlich von Bystřice nad Pernštejnem und gehört zum Okres Žďár nad Sázavou.

## Geographie
Dolní Rožínka befindet sich in der Talmulde des Baches Rožínka in der Böhmisch-Mährischen Höhe. Im Nordosten liegt ein 2017 stillgelegtes Uranerzbergwerk, welches das letzte in Betrieb befindliche der gesamten Tschechischen Republik war.
Nachbarorte sind Horní Rožínka und Vojetín im Norden, Rodkov und Dvořiště im Nordosten, Rožná im Osten, Milasín im Südosten, Bukov und Horní Rozsíčka im Süden, Dolní Rozsíčka im Südwesten, Blažkov im Westen sowie Olešínky und Zvole im Nordwesten.

## Geschichte
Die erste urkundliche Erwähnung von Roženka erfolgte im Jahre 1348. Seit 1459 ist die Existenz einer Feste überliefert. Nach häufigen Besitzerwechseln erwarb 1503 Wilhelm II. von Pernstein das Dorf und die Feste. Johann von Pernstein musste die 1589 verpfändeten Güter schließlich 1596 verkaufen. Die Feste wurde zum Ende des 16. Jahrhunderts zu einem Renaissanceschloss umgestaltet. In der nachfolgenden Zeit entstand die Bezeichnung Zámecká Rožínka, die der besseren Unterscheidung von Rožínka Opatská diente.
Im Jahre 1731 erwarb das Geschlecht Mitrovský von Nemyšl Zámecká Rožínka. Unter Johann Nepomuk Mitrovský von Nemyšl, der die Herrschaft von 1781 bis 1799 besaß, erlebte Dolní Rožínka seine Blütezeit. Graf Johann Nepomuk, der ein Förderer der Aufklärung war, ließ nicht nur das Schloss erneuern, sondern auch den Waldpark Tempel anlegen. Mit dem Tempel der Aufklärung ließ er dort eine Familiengrablege errichten.

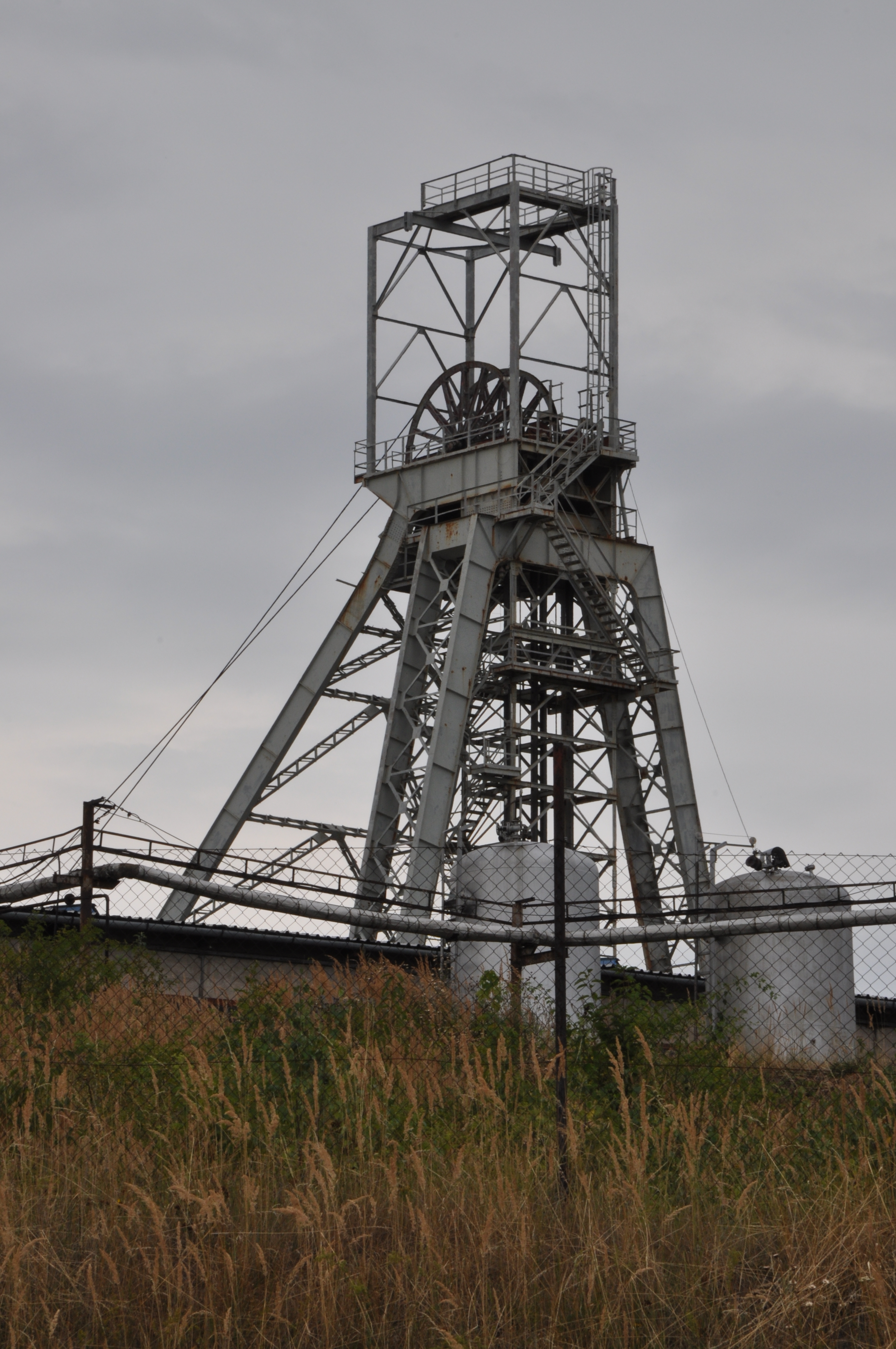
Uran-Förderturm

Nach der Aufhebung der Patrimonialherrschaften bildete Dolní Rožinka t. Zámecká Rožinka ab 1850 eine Gemeinde im Bezirk Neustadtl. Seit 1920 wird der Ortsname Dolní Rožínka verwendet. 1947 wurde die Gemeinde im Zuge der Auflösung des Okres Nové Město na Moravě dem Okres Bystřice nad Pernštejnem zugeordnet. Zwischen 1954 und 1956 wurde bei geologischen Erkundungsarbeiten im Tal der Nedvědička eine abbauwürdige Uranlagerstätte aufgefunden. 1957 wurde am Tempelwald die Zeche Rožná I abgeteuft. Seit Beginn des Jahres 1958 erfolgt die Förderung von Uraninit.
1961 erfolgte die Eingemeindung von Rodkov und Horní Rozsíčka, zugleich kam das Dorf zum Okres Žďár nad Sázavou. Seit 1992 besteht die Gemeinde Rodkov wieder.
Der zum Staatsunternehmen DIAMO s.p. gehörige Zweigbetrieb o.z. GEAM Dolní Rožínka war bis 2017 das einzige noch betriebene Uranbergwerk Tschechiens. Die Förderung erfolgt aus einer Teufe bis zu 1000 m. Die jährliche Fördermenge beträgt 400 Tonnen Pechblende und Coffinit. Im April 2007 wurde die Betriebsfrist durch die tschechische Regierung bis 2012 verlängert. Die DIAMO geht davon aus, dass die Lagerstätte noch eine Reserve von 110.000 Tonnen Uranerz aufweist.
Der Abbau  endete im März 2017.

## Ortsgliederung
Die Gemeinde Dolní Rožínka besteht aus den Ortsteilen Dolní Rožínka (Unter Rosinka) und Horní Rozsíčka (Ober Rossitschek), die zugleich auch Katastralbezirke bilden.

## Sehenswürdigkeiten

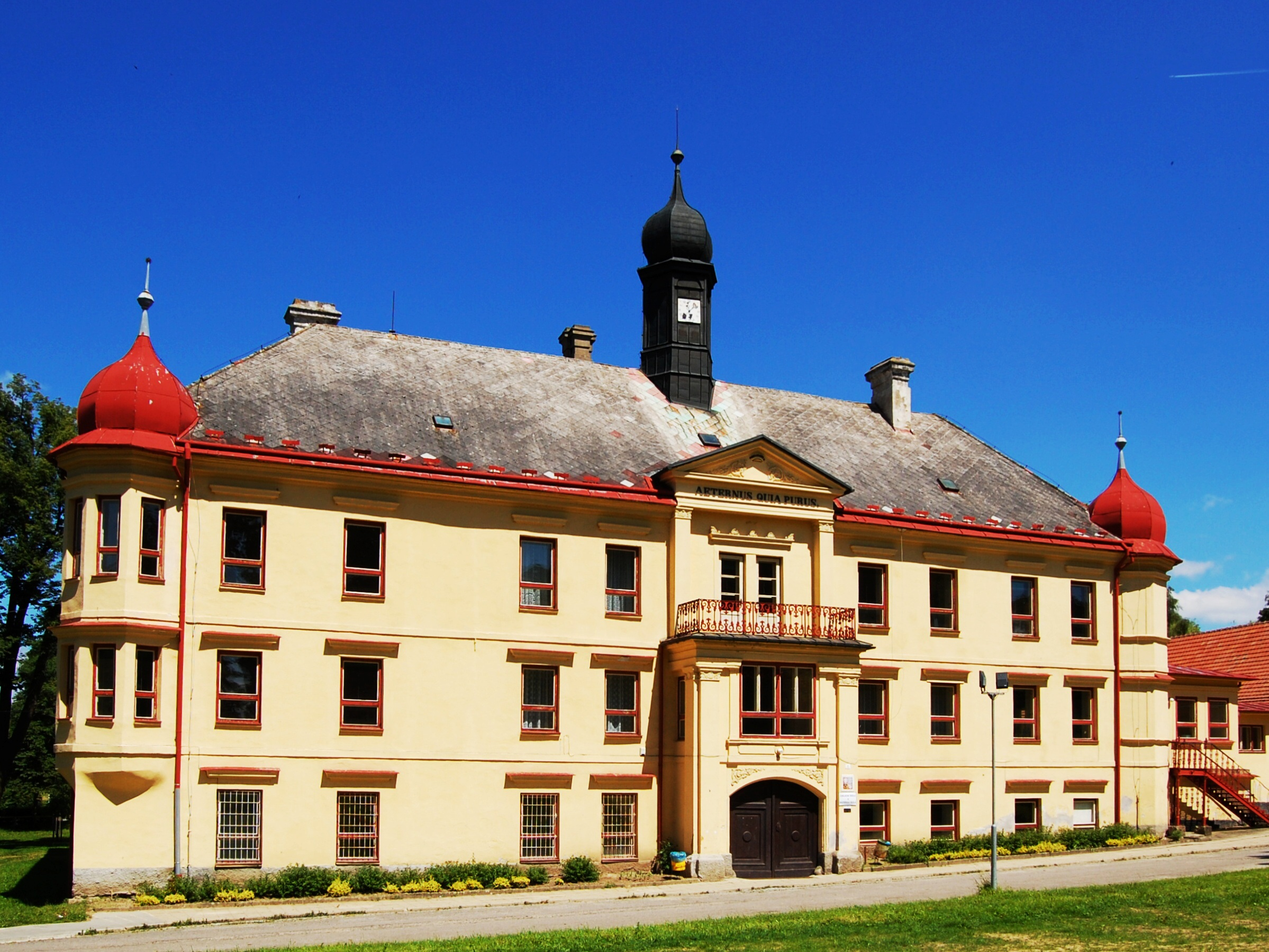
Das Schloss Dolní Rožínka

- Schloss Dolní Rožínka, die seit 1459 nachweisbare Veste, wurde am Ende des 16. Jahrhunderts zu einem Renaissanceschloss umgebaut. Johann Nepomuk Mitrovský von Nemyšl ließ zwischen 1781 und 1799 das eingeschossige quadratische Bauwerk aufstocken und zu einem vierflügeligen zweigeschossigen klassizistischen Bau mit barockem Zwiebeltürmchen erweitern und mit einem englischen Park umgeben. 1808 wurden das Schloss und der Wirtschaftshof durch ein Großfeuer zerstört und danach wieder aufgebaut. Heute ist im Schloss die zweite Stufe der Grundschule untergebracht.
- Spukschloss Draxmoor (Strašidelný zámek DraXmoor), der aus dem 14. Jahrhundert stammende Speicher des Schlosses wird zusammen mit dem Westernstädtchen Šikland bei Zvole vermarktet. Darin befinden sich ein 3D-Kino, eine Zauberspelunke und eine Spukausstellung
- Waldpark Templ (Lesopark Templ) mit der Grabkapelle „Tempel der Aufklärung“ und ägyptischem Obelisk, östlich des Dorfes
- künstlich geschaffene Kapellenruine im Wald Jivina
- Badesee Lom in einer aufgelassenen Grube an der Straße nach Zvole
- Gusseisernes Kreuz aus dem Jahre 1857 am Teich Lom
- Statue des hl. Johannes von Nepomuk am Dorfplatz